# Falköping
Falköping – miasto w Szwecji. Siedziba władz administracyjnych gminy Falköping w regionie Västra Götaland. Około 15 821mieszkańców.
W mieście znajduje się stacja kolejowa Falköping centralstation.

## Historia
W 1389 pod miastem doszło do bitwy wojsk zaciężnych króla szwedzkiego Albrechta Meklemburskiego z wojskami Małgorzaty I, królowej wdowy po Haakonie VI, ostatnim królu Szwecji z dynastii Folkungów. Zwycięstwo wojsk Małgorzaty przesądziło o zjednoczeniu przez nią krajów skandynawskich w unii kalmarskiej.
W mieście rozwinął się przemysł papierniczy, metalowy oraz włókienniczy. Z Falköping pochodzi Johanna Hagström, szwedzka biegaczka narciarska.

## Przypisy

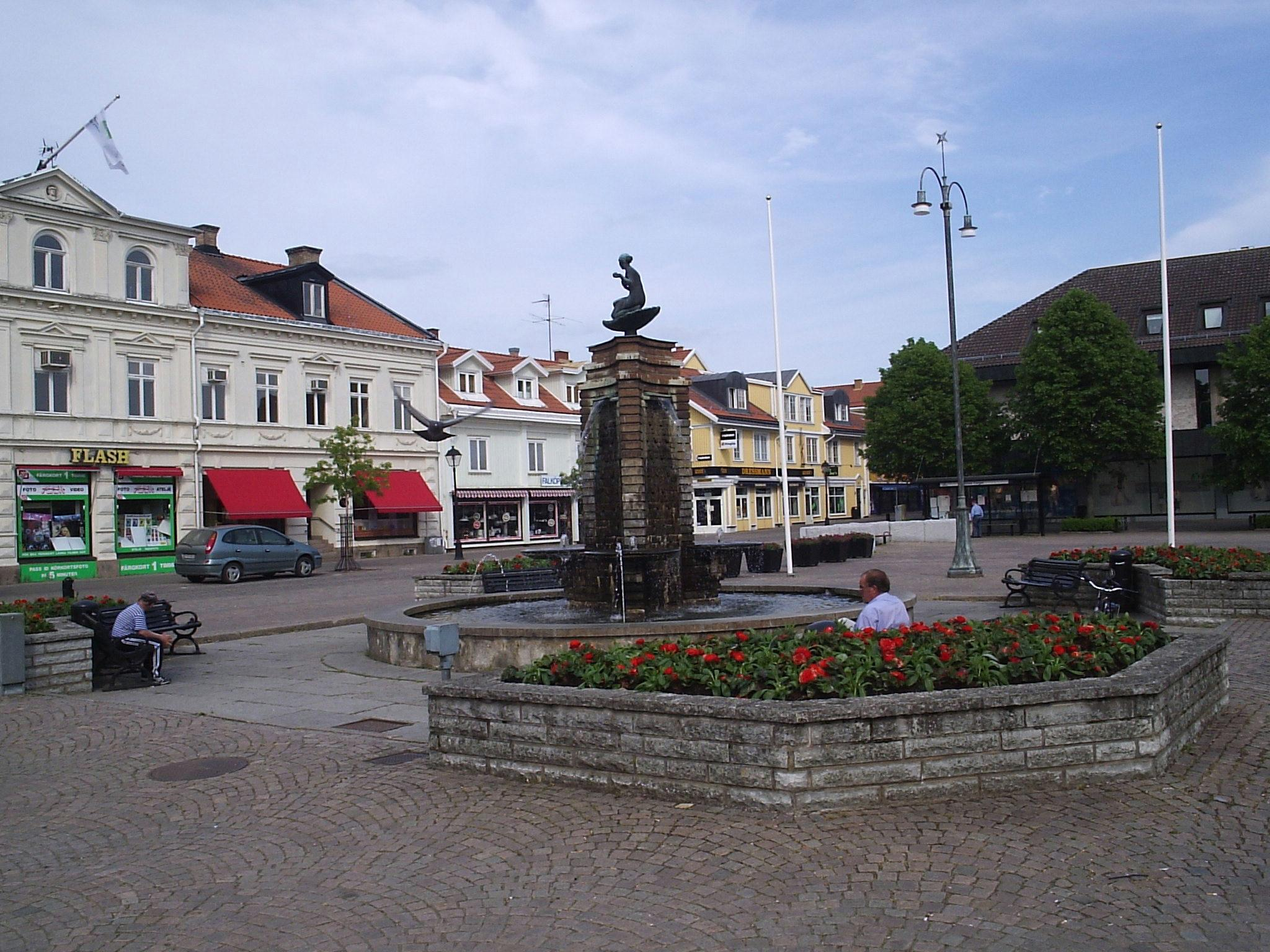
Fontanna na Stora torget w Falköping

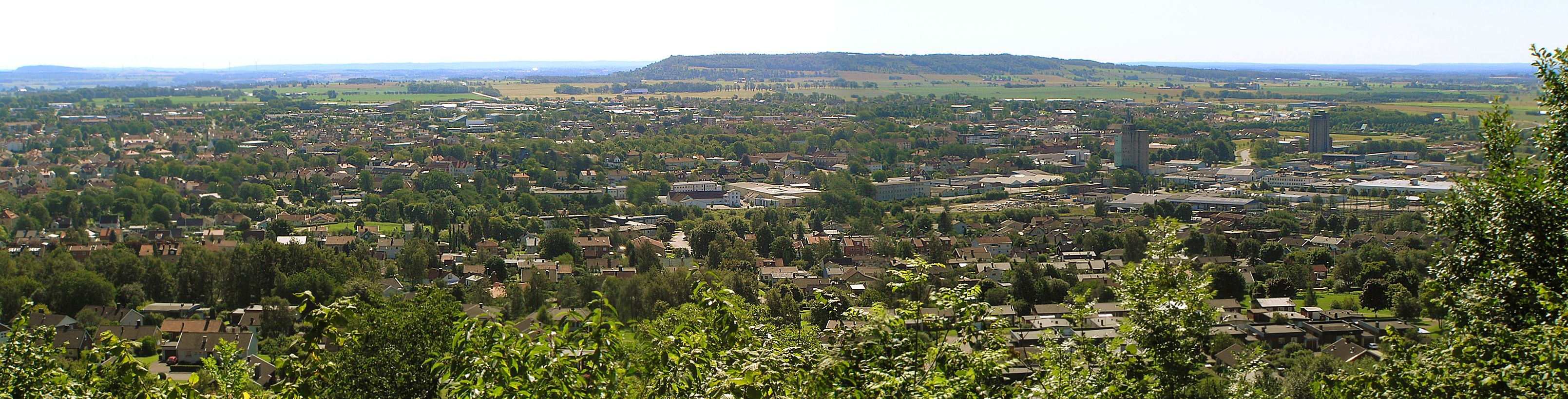
Panorama Falköping